# RErideD -穿越時空的德理達-
《RErideD -穿越時空的德理達-》（日语：RErideD -刻越えのデリダ-）是一部由GEEK TOYS製作的原創動畫，於2018年10月播映。
2017年7月2日，角川在「Anime Expo 2017」中以代號「Project D」發表本作，並表示本作是一部由佐藤卓哉及安倍吉俊合作、以時間跳躍為題材的作品。

## 故事簡介
2050年，年輕的Rebuild社技術人員德理達·伊萬在「自律機械DZ」的開發過程中作出貢獻，因而贏得了名聲。
有一次，德理達與同僚納森注意到了「DZ」的重大缺陷，上司卻完全不聽從忠告，對此感到惱火的他在知道危險的情況下仍然拖延應對，並前去參加納森的愛女·瑪吉的生日派對。
但是在度過了一時平穩之後的第二天，德理達和納森遭到神秘部隊的襲擊。
在逃走時，德理達落入冷凍睡眠裝置內。在他再次睜開眼時，時間已經過了10年，放眼望去的世界早已荒廢，陷入了戰爭狀態！
就在遭到失控的「DZ」群的襲擊，即將放棄一切的時候，德理達回想起了納森臨終的話語，「瑪吉就拜託你了」。
儘管嚴酷的命運已經落在他身上，但為了尋找瑪吉，他仍然向前邁進。

## 登場人物
德理達·伊萬（聲：小野賢章）

瑪吉·比爾施泰因（聲：M·A·O）

尤莉·迪特里希（聲：茜屋日海夏）

## 製作人員
- 監督：佐藤卓哉
- 角色原案：安倍吉俊
- 系列構成：古怒田健志
- 角色設計：渡邊浩二
- 副監督：祝浩司
- 世界観設定：
- 美術監督：春日美波
- 色彩設計：佐藤直子
- 攝影監督：松井伸哉
- 3D監督：濱村敏郎
- 編輯：後藤正浩
- 音樂：井內舞子
- 音樂製作：KADOKAWA
- 音響監督：長崎行男（日语：長崎行男）
- 音響效果：小山恭正
- 音響製作：HALF H・P STUDIO（日语：HALF H・P STUDIO）
- 動畫製作：GEEK TOYS
- 製作：RErideD partners

## 主題曲

### 片頭曲
「PARADOX」
作詞、作曲：HIDEO NEKOTA / 編曲、主唱：QUADRANGLE

### 片尾曲
（第2 - 11話）
作詞、作曲、編曲：黑石瞳
主唱（第2、8、10話）：瑪吉（M·A·O）
主唱（第3、5、9話）：尤莉（茜屋日海夏）
主唱（第4、11話）：瑪吉（M·A·O）、尤莉（茜屋日海夏）

## 各話列表
| 話數     | 日文標題 | 中文標題           | 劇本                | 分鏡            | 演出                    | 作畫監督                                                                               | 機械作畫監督 | 總作畫監督    |
| -------- | -------- | ------------------ | ------------------- | --------------- | ----------------------- | -------------------------------------------------------------------------------------- | ------------ | ------------- |
| 第一話   |          | 蘇醒之地           | 古怒田健志 佐藤卓哉 | 祝浩司 佐藤卓哉 | 祝浩司                  | 鐮田均、沼田廣 興石曉                                                                  | 江間一隆     | 祝浩司        |
| 第二話   |          | 世間殘留之物       | 古怒田健志 佐藤卓哉 | 祝浩司          |                         | 西田美彌子、吉田徹 飯飼一幸                                                            | 江間一隆     | 渡邊浩二      |
| 第三話   |          | 聚集於此的人們     | 富田賴子            | 阿部雅司        | 阿部雅司                | 小野晃、谷口守泰 興村忠美                                                              | 江間一隆     | 興石曉        |
| 第四話   |          | 時間跳躍者         | 安倍吉俊            | 濱崎博嗣 祝浩司 | 黑田晃一郎              | 谷口繁則、高橋宏郁 渡邊一平太、山本渡隆 今泉龍太、西田美彌子 沼田廣、江間一隆 興石曉、 | 江間一隆     | 渡邊浩二      |
| 第五話   |          | 無法捨棄之物       | 富田賴子            | 村上勉          | 井之川慎太郎 羽多野浩平 | 門智昭、小林                                                                           | 江間一隆     | 興石曉 田中彩 |
| 第六話   |          | 尋找之人、隱藏之人 | 佐藤壽昭            | 祝浩司          | 村上勉                  | Kim Ki Yeob 田中彩、輿石曉                                                             | 江間一隆     | 渡邊浩二      |
| 第七話   |          | 各自的愛           | 古怒田健志          | 吉田徹          | 守田藝成                | 鐮田均、沼田廣 吉田徹                                                                  | 江間一隆     | 田中彩        |
| 第八話   |          | 時空的命運         | 安倍吉俊            | 阿部雅司        | 加藤顯                  | 小野晃、飯飼一幸 興村忠美                                                              | 江間一隆     | 輿石曉        |
| 第九話   |          | 強烈的羈絆         | 富田賴子            | 島津裕行        | 所俊克                  | 鵜池一馬、園田大勢 北條直明、岩崎亮 小林利充、關根千奈美                               | 江間一隆     | 渡邊浩二      |
| 第十話   |          | 放棄的事物         | 松本健吾 安倍吉俊   | 石倉禮          | 青木you一郎             | 暮林千里、服部憲知 津熊建德、大橋勇吾 MASSKET                                          | 江間一隆     | 輿石曉        |
| 第十一話 |          | 安靜的地方         | 富田賴子            | 吉田徹          | 村上勉                  | 小川一郎、西田美彌子 柳孝相、沼田廣                                                    | 江間一隆     | 渡邊浩二      |
| 第十二話 |          | 一切回歸原處       | 古怒田健志          | 祝浩司 佐藤卓哉 | 祝浩司                  | 田中彩、柳孝相 池谷祥明、飯飼一幸                                                      | 江間一隆     | 田中彩        |

## 藍光版
| 卷數 | 發售日期       | 收錄話數       | 規格編號  |
| ---- | -------------- | -------------- | --------- |
| I    | 2018年12月21日 | 第1話 ~ 第6話  | KAXA-7661 |
| II   | 2019年1月30日  | 第7話 ~ 第12話 | KAXA-7662 |

## 外部連結
- 《RErideD -穿越時空的德理達-》官方網站（页面存档备份，存于） （日語）
- RErideD -穿越時空的德理達-的X（前Twitter）